# Brendan Mackay
Brendan Mackay (ur. 7 czerwca 1997 w Calgary) – kanadyjski narciarz dowolny specjalizujący się w konkurencji halfpipe.
Po raz pierwszy na arenie międzynarodowej pojawił się 9 grudnia 2012 roku w Copper Mountain, gdzie w zawodach Nor-Am Cup zajął 40. miejsce.
W Pucharze Świata zadebiutował 11 stycznia 2013 roku Copper Mountain, plasując się na 33. pozycji. Pierwsze pucharowe punkty wywalczył 17 czerwca 2013 roku w Cardronie, gdzie zajął 29. miejsce. Na podium zawodów tego cyklu pierwszy raz stanął 14 lutego 2020 roku w Calgary, kończąc rywalizację na drugiej pozycji. Rozdzielił tam Gusa Kenworthy'ego z Wielkiej Brytanii i Birka Irvinga z USA. W sezonie 2021/2022 zwyciężył w klasyfikacji halfpipe'a, a w sezonie 2020/2021 był drugi.
Podczas mistrzostw świata w Sierra Nevada w 2017 roku zajął siódme miejsce. Wynik ten powtórzył na mistrzostwach świata w Aspen cztery lata później. Był też jedenasty na mistrzostwach świata w Park City w 2019 roku. W 2022 roku zajął dziewiąte miejsce na igrzyskach olimpijskich w Pekinie.

## Osiągnięcia

### Igrzyska olimpijskie
| Miejsce | Dzień     | Rok  | Miejscowość | Konkurencja | Zwycięzca     |
| ------- | --------- | ---- | ----------- | ----------- | ------------- |
| 9.      | 19 lutego | 2022 | Pekin       | Halfpipe    | Nico Porteous |

### Mistrzostwa świata
| Miejsce | Dzień    | Rok  | Miejscowość   | Konkurencja | Zwycięzca            |
| ------- | -------- | ---- | ------------- | ----------- | -------------------- |
| 7.      | 18 marca | 2017 | Sierra Nevada | Halfpipe    | Aaron Blunck         |
| 11.     | 9 lutego | 2019 | Park City     | Halfpipe    | Aaron Blunck         |
| 7.      | 12 marca | 2021 | Aspen         | Halfpipe    | Nico Porteous        |
| 1.      | 4 marca  | 2023 | Bakuriani     | Halfpipe    | –                    |
| 7.      | 30 marca | 2025 | Engadyna      | Halfpipe    | Finley Melville Ives |

### Puchar Świata

#### Miejsca w klasyfikacji generalnej
- sezon 2013/2014: 148.
- sezon 2014/2015: 157.
- sezon 2016/2017: 71.
- sezon 2017/2018: 141.
- sezon 2018/2019: 50.
- sezon 2019/2020: 13.

Od sezonu 2020/2021 klasyfikacja generalna została zastąpiona przez klasyfikację Park & Pipe (OPP), łączącą slopestyle, halfpipe oraz big air.
- sezon 2020/2021: 14.
- sezon 2021/2022: 4.
- sezon 2022/2023: 5.
- sezon 2023/2024: 23.
- sezon 2024/2025: 9.

#### Miejsca na podium w zawodach
1. Calgary – 14 lutego 2020 (halfpipe) – 2. miejsce
2. Aspen – 21 marca 2021 (halfpipe) – 2. miejsce
3. Copper Mountain – 10 grudnia 2021 (halfpipe) – 3. miejsce
4. Calgary – 30 grudnia 2021 (halfpipe) – 1. miejsce
5. Calgary – 1 stycznia 2022 (halfpipe) – 1. miejsce
6. Copper Mountain – 17 grudnia 2022 (halfpipe) – 2. miejsce
7. Calgary – 19 stycznia 2023 (halfpipe) – 2. miejsce
8. Mammoth Mountain – 3 lutego 2023 (halfpipe) – 2. miejsce
9. Calgary – 15 lutego 2024 (halfpipe) – 2. miejsce
10. Cardrona – 9 września 2024 (halfpipe) – 1. miejsce
11. Copper Mountain – 21 grudnia 2024 (halfpipe) – 2. miejsce